# 時鐘座μ
時鐘座μ，又名CP-60 236，HD 19319、SAO 232981、HR 934，是時鐘座的一颗恒星，视星等为5.11，位于銀經277.43，銀緯-50.34，其B1900.0坐标为赤經3h 1m 15.4s，赤緯-60° -50.34′ 32″。